# Olavi Hellman

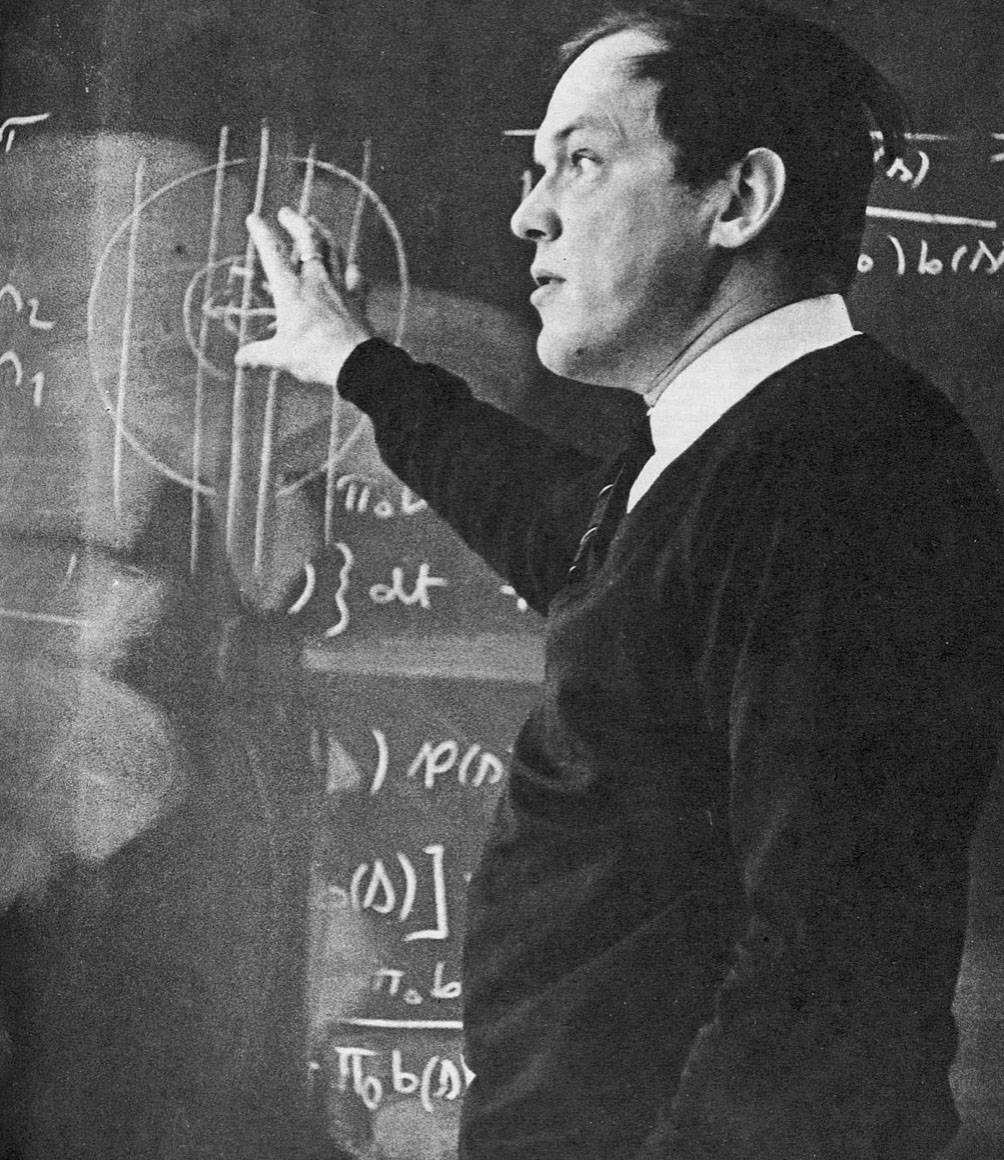
Olavi Hellman

Olavi Bertel Hellman, född 5 mars 1928 i Helsingfors, död 22 juli 2015 i Åbo, var en finländsk matematiker och fysiker.
Hellman, som var son till kontorschefen Eino Arvid Hellman och Aili Annikki Metsola, blev student 1948, diplomingenjör 1953, teknologie licentiat 1955 och teknologie doktor 1955. Han var assistent vid Tekniska högskolan i Helsingfors 1951–1955, instruktör vid University of California, Los Angeles, biträdande professor och forskningsmatematiker 1956–1958, Finlands representant vid Nordita i Köpenhamn 1958–1960, biträdande professor i fysik vid Tekniska högskolan i Helsingfors 1960–1961 och professor i tillämpad matematik vid Åbo universitet 1961–1990. Han skrev Beiträge zur allgemeinen Schalentheorie (akademisk avhandling, 1955) samt arbeten inom elasticitetsteori, kärnfysik, elementarpartikelteori, sökteori, skogens matematiska modeller, väderkvarnsaerodynamik och tillämpad matematik i allmänhet.

### Uppslagsverk
- Hellman, Olavi Bertel i Vem och vad 1967